# Перниго, Франческо
Франческо Перниго (итал. Francesco Pernigo; 10 июня 1918, Верона, Венеция — 15 декабря 1985, Верона, Италия) — итальянский футболист, игравший на позициях полузащитника и нападающего, в частности за клубы «Венеция» и «Модена», а также национальную сборную Италии.

## Клубная карьера
Во взрослом футболе дебютировал в 1936 году выступлениями за команду «Марцотто Вальданьо», в которой провёл один сезон в третьем итальянском дивизионе. Следующий сезон провёл в клубе «Аудаче Сан-Микеле», который также выступал в третьей лиге.
В 1938 году перешёл в клуб второго по значимости итальянского дивизиона «Венеция», в первом же сезоне помог клубу повыситься в классе до Серии A. Защищал цвета клуба до 1947 года, проведя за это время почти 200 игр в итальянском чемпионате, имея среднюю результативность на уровне 0,36 гола за матч. По результатам розыгрыша национального кубка 1940/41 годов стал обладателем Кубка Италии.
С 1947 по 1950 играл за клубы «Модена» и «Оро Патрия» .
Завершал игровую карьеру в клубе «Верона», за который выступал на протяжении 1950—1951 годов.

## Карьера в сборной
В 1948 году дебютировал в официальных матчах в составе национальной сборной Италии в рамках футбольного турнира на Олимпийских играх 1948 года в Лондоне. На турнире принял участие в двух играх, отметился пятью голами. В частности, стал автором «покера» в игре 1/8 финала против сборной США, которую итальянцы выиграли со счётом 9:0.
Умер 31 декабря 1985 года на 68-м году жизни.

## Достижения
- Обладатель Кубка Италии: 1940/41.